# 眼中的世界－Conviction－
《眼中的世界－Conviction－》是由粽子（外文稿皆以「Chimaki」表示名稱）主導、組織團隊製作的战略角色扮演電子遊戲，遊戲主核心系統與玩法致敬了商業遊戲作品《夢幻模擬戰》系列。
本作在2019年時獲得2019 巴哈姆特ACG創作大賽-遊戲組的「佳作」。

## 開發與發行
主創粽子在最初是想以RPG的形式，使用RPG Maker 2003製作遊戲，畢業後因需要服兵役便暫停執行製作，唯有利用假期完善遊戲設定等企劃資料。退伍後入職遊戲公司，自習企劃、程式語言相關開發專業。在任職成為程式工程師後，決定重啟遊戲專案，以RPG Maker MV為遊戲引擎獨力開發系統，並在公開社群網站招募劇本、美術、UI、測試等遊戲開發工作人員。遊戲的核心系統架構源自最愛的遊戲《夢幻模擬戰》，並加入現代演出手法，如使用Live2D技術演繹角色表現。2019年5月9日至6月27日間在群募貝果開啟集資專案，以籌得翻譯和部分美術視覺效果的資金。而後順利達標。
2019年12月23日在Steam發行Early Access版本，先行開放A路線，從中收取玩家的回饋，修改數據和除錯，並且新增其他路線。在2021年2月17日，所有路線和募資回饋支線等內容完成製作，結束Early Access並轉為正式版本發佈，對應語言分別為正體中文、簡體中文、日文及英文，同時新增OS X版本的支援。
募資計畫開始前，粽子以試玩版在各展覽場，如台北國際電玩展、開拓動漫祭等大小型會場展示遊戲，其中在玩家的反應下，艾爾的外型大幅修改。。2019年中，投稿試玩版參加2019 巴哈姆特ACG創作大賽-遊戲組，獲得「佳作」。之後2021年9月22日入選RPG Maker官方在推特上推行的公開活動。

## 角色

### 主要角色
艾爾
因緣際會下與里德等人相遇的少年，因為不願安於現狀，想盡一己之力改變世界而決定跟隨里德。
率直坦白，認為世界就該是黑白分明 一旦決定的事情就會堅持自己的想法與做法，並且全力以赴。
里德
受精靈所眷顧的人，為了阻止安比斯濫用精靈之力導致世界崩壞而踏上旅程。

耿直、認真，待人處事踏實，初次見面的人也能感受到他的真誠，很容易喜歡上他。做事深思熟慮。
拜因
里德的摯友，外表雖較為冷酷，實際上卻非常關心夥伴。對於戰場分析很有一套，立志要成為吟遊詩人。
說話大部分只會說重點，而且喜歡在旁邊觀察人，一開口就很愛吐槽跟毒舌。

### 次要角色
格雷斯
帝國三將「颶風騎士」，是個執著於實現自身正義的騎士，認為在帝國才有辦法讓世界變得更有秩序。
正義感極強。任何事都遵照規矩進行，到了接近一板一眼的地步。
尤里
前帝國軍高階軍官，格雷斯的哥哥。與格雷斯翻臉後，投靠了雷亞特，提供自己過去在帝國軍所掌握的內部情報，協助蘭德王國軍。
熱血漢子一枚，很容易臉紅，所以和安潔莉叫陣總是落敗。
靜
失去記憶的謎之少女，是具有精靈封印之力的少女之一。昏迷在精靈遺跡中被里德一行人拯救，因無處可去而跟隨里德行動。
個性與舉止和柔弱的外表不太相符，感覺是受過良好教養且帶有天生氣勢的貴族少女。
雪
蘭德王國大商人的女兒，具有精靈封印之力的少女之二。很早便知道自己身為精靈少女的使命，一邊經營自家的生意一邊等候著命運之人出現。
活潑爽朗，嫉惡如仇。愛和拜因鬥嘴，從商訓練的機智反應與毒舌有時連拜因都甘拜下風。
莉莉絲
神聖大教堂的見習修女，具有精靈封印之力的少女之三。
在11 歲那年覺醒，知道精靈封印的真相，但是力量有限，只能眼看著安比斯王獲得闇精靈之力。她默默地守護著神聖大教堂下的精靈封印，等待命運之人到來。
溫柔有氣質，內心堅強，受到良好的教育，雖然年紀輕，處事卻很穩重。
雷亞特
蘭德王國的天才軍師，擅長利用地形作戰的軍事家，是唯一有辦法抵擋安比斯帝國侵略的存在。
外表輕浮，喜歡追著女人屁股跑，行事風格總是讓人摸不著頭緒的王國將軍。
史坦
帝國三將中的「血腥騎士」，以個人武藝聞名之帝國猛將。年輕起就跟隨著安比斯王征戰四方，立下許多功績。
不拘小節、忠誠、言出必行。以率直的個性與強大的武力受到部下尊敬。有養貓，都是戰場上撿回來的。
安潔莉
帝國三將中的「魔性騎士」，對自己的能力與美貌都極度自信，行事手法殘暴的女將軍，手下對她又迷戀又恐懼。
態度狂妄，極度自信。認為只要她想要，沒有任何東西可以逃過她的手掌心。
喜歡調戲格雷斯。
安比斯
安比斯帝國之王，原本是個雄才大略的賢明君主，建立國家軍事制度的能力無人能及。在一次出征過程中獲得了闇精靈之力，他決定展開征途，目標一統天下。
聰明、具有謀略，懂得如何重用有能力的人，得到闇精靈之力時，自認為能利用闇精靈，但實際上是自己遭受控制。

## 外部連結
- 《眼中的世界－Conviction－》Steam頁面 （页面存档备份，存于）